# Miguel de la Borda
Miguel de la Borda – miejscowość w prowincji Colón w Panamie. Stolica dystryktu Donoso.  Ludność: 2 326 (2010). Położona jest nad Oceanem Atlantyckim u ujścia rzeki Miguel de la Borda.